# 青弋江
青弋江（せいよくこう、Qingyi River、簡体字: 青弋江, 拼音: Qīngyì jiāng）は、中華人民共和国安徽省南部を流れる川で、黄山山脈から北へ向かって流れ、蕪湖市中心部で長江に合流している。
青弋江は黟県に発し、上流では「美渓河」と呼ばれる。大河口を過ぎた後は「清渓河」と名が変わる。陳村ダムが形成する太平湖へと入り、太平湖を出た後で青弋江となり、蕪湖市域の西南で長江に合流する。
川の全長は309キロメートル、流域面積は7,195平方キロメートル。青弋江は祁門県、黟県、黄山区、歙県、旌徳県、石台県、涇県、宣州区、青陽県、南陵県、蕪湖県、鏡湖区の12県市区を経て流れている。